# Christian von Witzleben
Christian von Witzleben († 13. Oktober 1394 wahrscheinlich in Zeitz) war von 1381 bis 1394 Bischof von Naumburg.
Christian stammte aus dem Adelsgeschlecht derer von Witzleben. Er gilt als drittältester Sohn des Ritters Christian von Witzleben († 1374), der die Wendelsteiner Linie des Geschlechtes begründete. Vater Christian stand im Thüringer Grafenkrieg auf der Seite des siegreichen Friedrich II. und war landgräflicher Hofrichter und späterer Rat. Christian wurde in Naumburg bestattet.